# Marina Adamia
Marina Adamia (* 1959 in Tiflis; Georgische SSR, Sowjetunion) ist eine georgische Komponistin und Musikpädagogin.

## Leben
Marina Adamia erhielt schon früh bei Nodar Mamissaschwili Klavier- und Kompositionsunterricht. Nach ihrer Schulausbildung in Tiflis ging sie zunächst ans dortige Konservatorium. Ihre Studien setzte sie am Konservatorium in Moskau bei Edison Denisov und Nikolai Sidelnikow fort. Schon vor ihrer Graduierung in Musiktheorie und Komposition unterrichtete sie Musikgeschichte und Harmonielehre. Nach ihrer Rückkehr nach Georgien arbeitete sie am Musikkolleg Tiflis und unterrichtete Musiktheorie und Harmonielehre. 1991 ging sie zum Kompositionsstudium bei Nigel Osborne an The University of Edinburgh und erlangte den Grad eines Ph.D. Als Teilzeitdozentin unterrichtete sie dort Komposition, Musik des 20. Jahrhunderts und georgische Volksmusik. Sie war Musikdirektorin des Akhaltsikhe Drama Theatre und arbeitete am Rustaveli Theatre. Seit 2008 ist sie Professorin für Komposition an der Staatlichen Ilia-Universität in Tiflis in Georgien. Ihre Kompositionen wurden in Georgien, den anderen Republiken des Südkaukasus, in Russland, dem Vereinigten Königreich, Dänemark und Deutschland aufgeführt.

## Werke (Auswahl)
- Cellosonate, 1976
- Streichquartett Nr. 1, 1978
- Vier Stücke für Streichquartett, 1980
- Streichquartett Nr. 2, 1982
- Fünf Bagatellen für Violine und Klavier, 1986
- Miniature für Flöte, Englischhorn, Klarinette, Horn, Marimba, Harfe und Violine, 1993
- Bagatelle für Violoncello und Klavier, 1994 OCLC 890007019
- Science fiction für Sopransaxophon in B♭, Baritonsaxophon in E♭, Violoncello und Klavier, Warschau, 1994 OCLC 890006942
- Fünf Bagatellen für Ensemble (Flöte, Englischhorn in F, Klarinette in B♭, Horn in F, Schlagzeug, Harfe und Violine), 1996 OCLC 899730841
- Streichquartett Nr. 3, 1997
- Aria für Streichquartett, 1998
- Fünf Stücke für Klavier, 1998 OCLC 890008346
- Gravity für Streichtrio, 2000
- Penumbra für Klarinette, Viola, Violoncello und Klavier, PWN, Warschau, 2002 OCLC 1150510799
- Vestigia für Streichquartett, uraufgeführt am 9. Dezember 2003 von The Emperor String Quartet in The Queen’s Hall in Edinburgh
- The birth of Enkidu OCLC 890008346
- Snow fell on winter gardens
- The wind of sorrow
- Five pieces for five performers (Flötist, Klarinettist, Pianist und zwei Schlagzeuger)